# KBS 1TV 월요 드라마
KBS 1TV 월요 드라마는 대한민국의 KBS 1TV에서 매주 월요일에 방송되었던 TV 드라마 작품이다.

## 작품 리스트
|  | - 아래의 텔레비전 드라마 중 2002년 11월 이후에 시청 가능 연령을 표시하는 드라마 등급 제도를 의무적으로 시행하고 있습니다. - 2017년 3월 1일부터 TV 프로그램 등급 표시 외에 주제, 폭력성, 선정성, 언어, 모방 위험 등 분류 사유 표시를 의무적으로 시행하고 있습니다. |

### 1970년대
- 《한탄강》 : 1970년 ~ 1971년 2월 15일
- 《0시 지령》 : 1971년 2월 22일 ~ 1971년 6월 13일
- 《탈출》 : 1971년 6월 20일 ~ 1971년 10월 11일
- 《귀로》 : 1971년 11월 18일 ~ 1972년 2월 4일
- 《방문객》 : 1972년 2월 11일 ~ 1972년 5월
- 《야간비행》 : 1972년 5월 ~ 1972년 7월
- 《위조지폐》 : 1972년 7월 ~ 1972년 10월
- 《너와 나》 : 1974년 1월 7일 ~ 1974년 6월 10일
- 《10호 검사실》 : 1974년 6월 17일 ~ 1974년 10월 27일
- 《북에서 온 여인》 : 1974년 11월 ~ 1975년 1월 27일
- 《희망무대》 : 1975년 2월 3일 ~ 1975년 10월 30일
- 《토지》 : 1979년 11월 12일 ~ 1980년 12월 22일[1]

### 1980년대
- 《대명》 : 1981년 1월 5일 ~ 1981년 12월 28일
- 《산하》 : 1982년 1월 4일 ~ 1982년 9월 20일
- 《고향》 : 1982년 9월 27일 ~ 1983년 3월 20일
- 《해돋는 언덕》 : 1988년 5월 2일 ~ 1989년 7월 10일
- 《우리동네》 : 1988년 7월 17일 ~ 1989년 1월 22일

### 1990년대
- 《사랑이 꽃피는 교실》 : 1994년 10월 10일 ~ 1996년 2월 26일
- 《신세대 보고 - 어른들은 몰라요》 : 1998년 2월 16일 ~ 1998년 9월 28일

## 같이 보기
- KBS 2TV 월요 드라마